# Joure

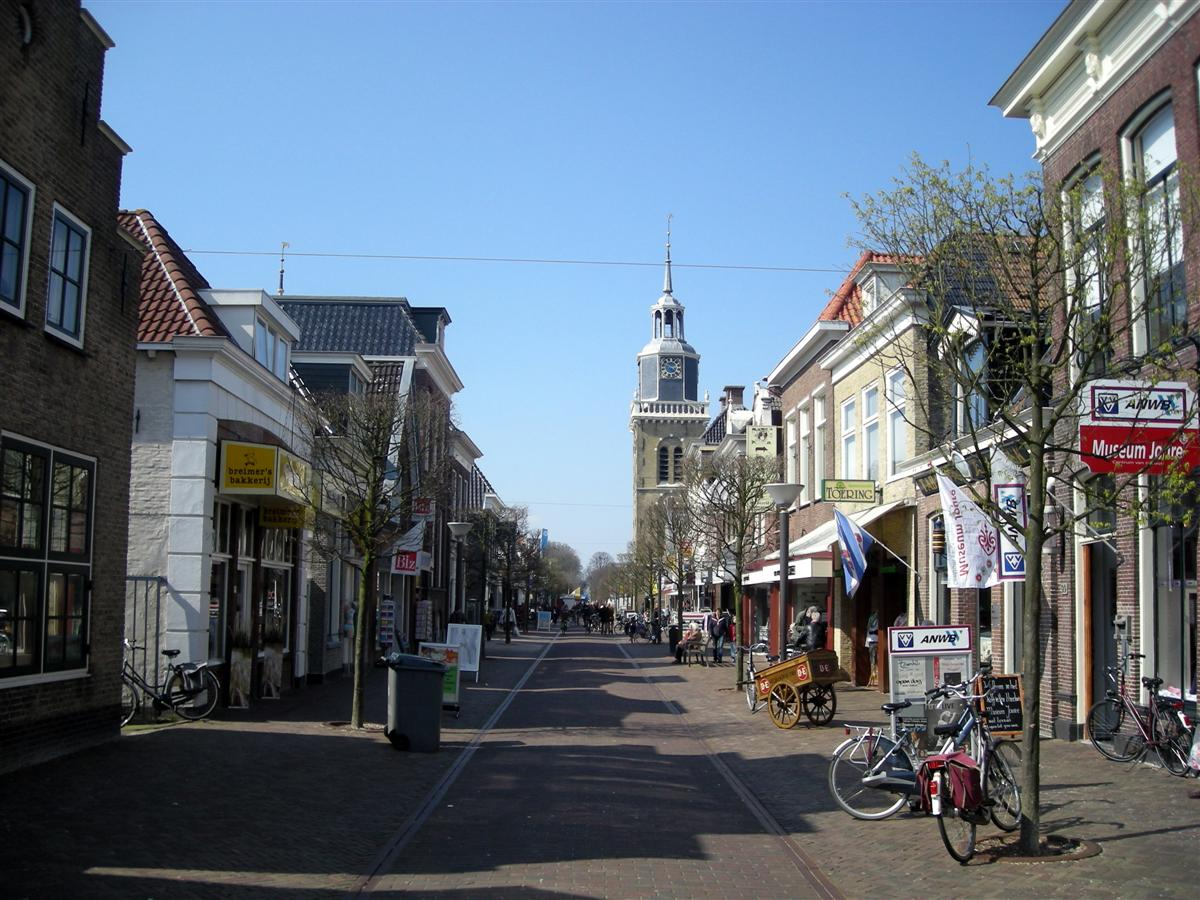
Butiksgatan Midstraat (Midstrjitte).

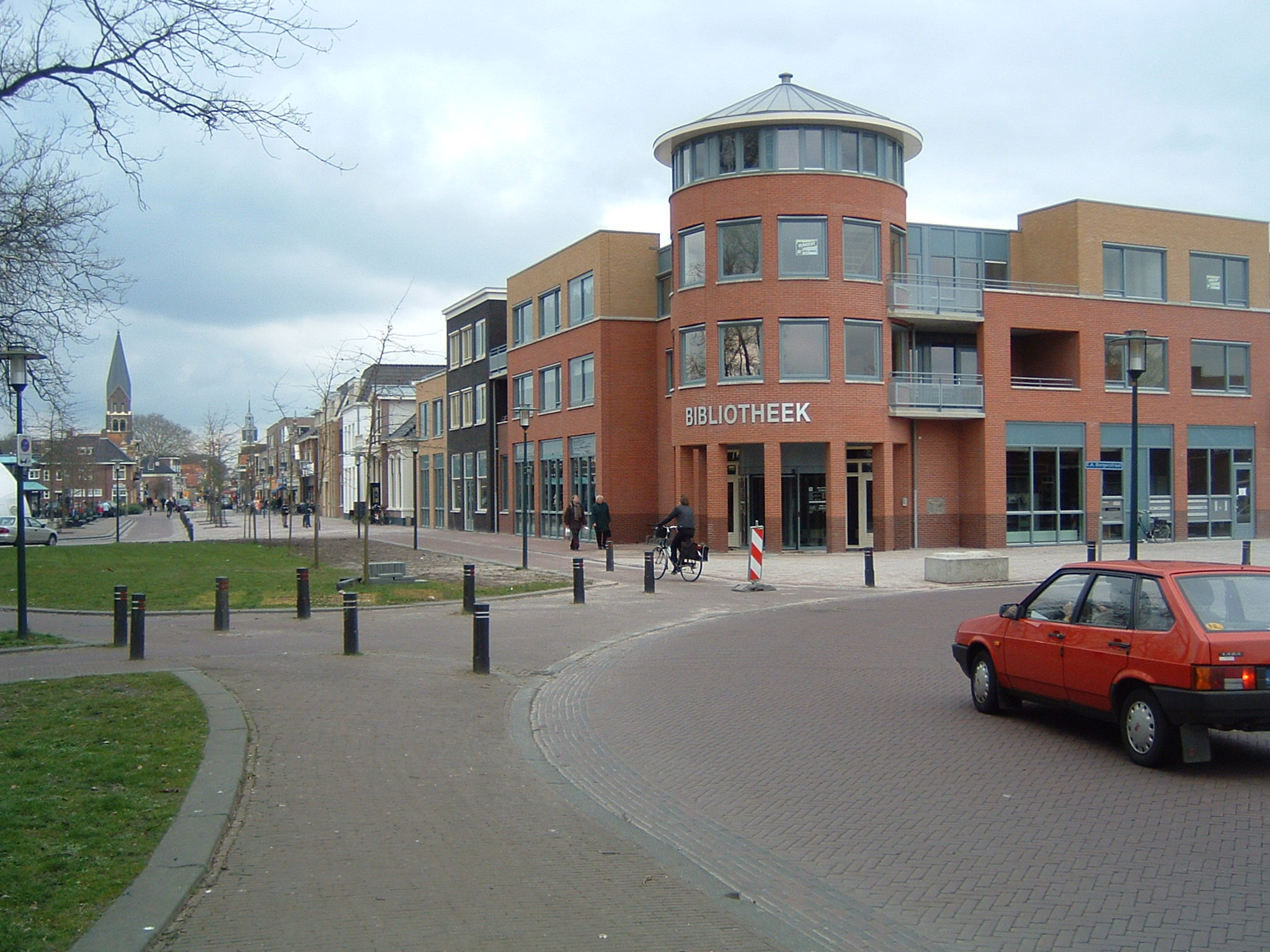
Östra änden av Midstraat (Midstrjitte), med biblioteket.

Joure (frisiska: De Jouwer) är huvudorten i kommunen De Fryske Marren (före 2014 i kommunen Skarsterlân) i provinsen Friesland, Nederländerna. Orten har 13 013 invånare (2016).